# Zgornji Tuhinj
Zgornji Tuhinj je gručasto naselje v občini Kamnik, ki se nahaja v zgornjem delu Tuhinjske doline pod Menino planino na vršaju potoka Tuhinjščica.
Nekaj novejših hiš je ob cesti Kamnik - Ločica pri Vranskem. Ob poti v Golice je zaselek »Kovk«. Zgornji Tuhinj je središče zgornjega dela Tuhinjske doline. Tu se je 1920 rodil slovenski botanik Ernest Mayer.

## Zgodovina
Tuhinj se v urbarju iz okoli leta 1400 omenja kot sedež župe z vsaj dvanajstimi kmetijami. Takrat se omenja tudi Tuhinjska planina. Župnija se omenja prvič leta 1404, ko je v neki listini za Hruševko rečeno, da leži v tuhinjski župniji. Takrat se Hruševka tudi prvič omenja.
V naselju stoji cerkev svete Marije Vnebovzete iz 15. stoletja. Višje na pobočju stoji obnovljena cerkev svetega Vida. Današnje župnišče naj bi bil nekdanji dvorec Celjskih grofov.

## Izvor krajevnega imena
Prvotno ime Tuxyn'ь je tvorjeno iz hipokoristika Tuxynъ, to pa iz Tuxa, ki spada k osebnim imenom Tuxomyslь oziroma Tuxoměrъ. V že omenjenem urbarju je kraj zapisan kot Tuchein kasneje pa tudi kot Tuchen.